# Lubbeek
Lubbeek ist eine belgische Gemeinde in der Region Flandern. Sie liegt in der Provinz Flämisch-Brabant und gehört zum Arrondissement Löwen. Lubbeek hat 15.124 Einwohner (Stand 1. Januar 2024) und eine Fläche von 46,13 km².
Die Postleitzahlen lauten 3210–3212 und die Koordinaten sind 50°52' N und 4°50' O.
Löwen liegt acht Kilometer westlich, Aarschot zehn Kilometer nördlich, Brüssel 32 Kilometer westlich und Lüttich 60 Kilometer südöstlich.
Die nächsten Autobahnabfahrten befinden sich einige Kilometer südlich bei Boutersem an der A3/E 40, nördlich bei Aarschot an der A2/E 314 und westlich bei Leuwen, wo sich auch die nächste Bahnstation befindet.
Der nächste internationale Flughafen liegt nahe der Hauptstadt Brüssel.

## Persönlichkeiten
- Theo Francken (* 1978 in Lubbeek), Politiker, Bürgermeister von Lubbeek und Staatssekretär